# قلمرو اقیانوسیه

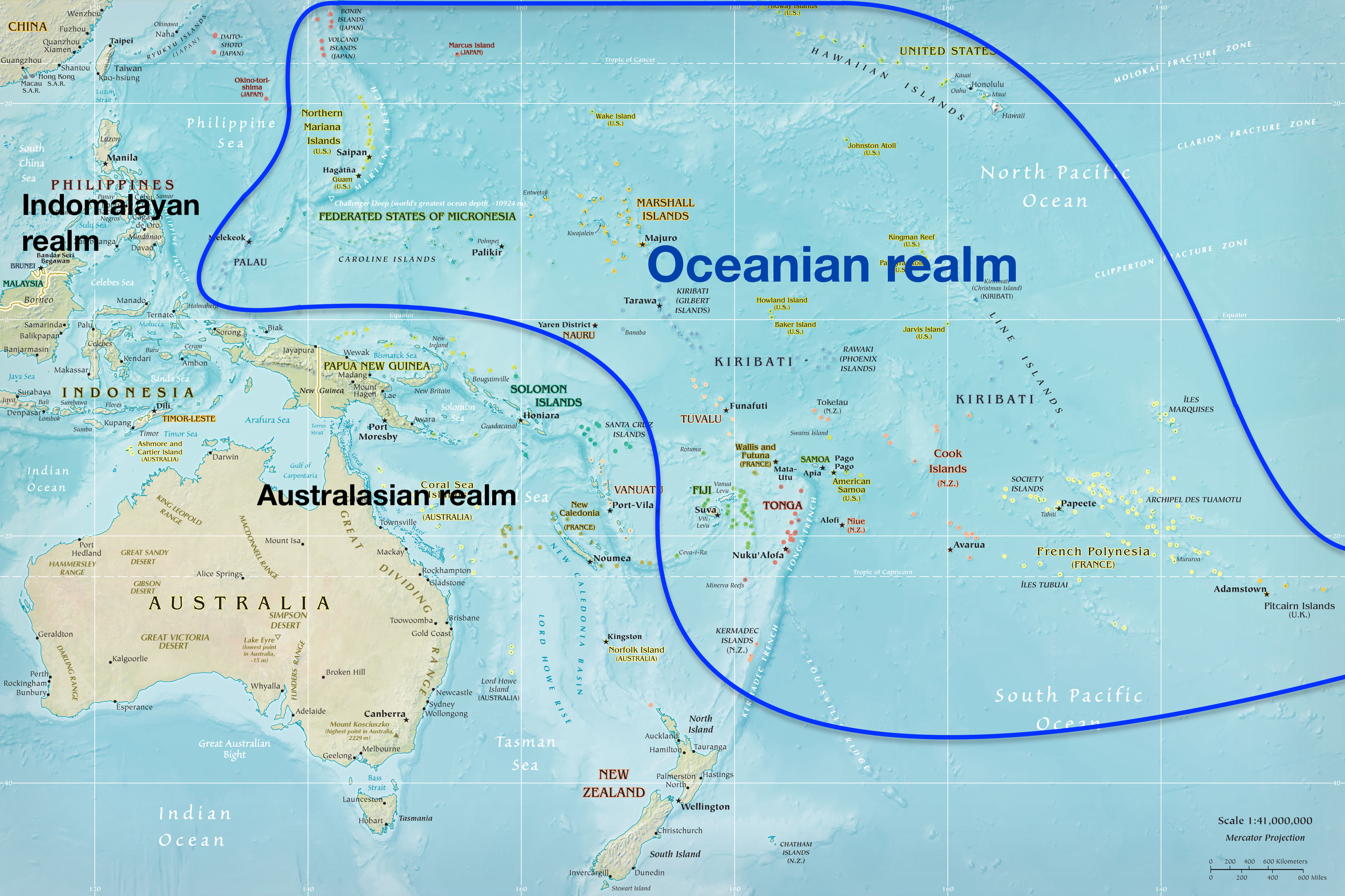
نقشه قلمرو اقیانوسیه. بیشتر به سمت شرق امتداد می‌یابد تا Rapa Nui و Sala y Gomez را شامل شود.

قلمرو اقیانوسیه (به انگلیسی: Oceanian realm) یکی از قلمروهای جغرافیایی زیستی در صندوق جهانی حیات وحش (WWF) است و از این نظر منحصر به فرد است که هیچ گونه خشکی قاره‌ای را شامل نمی‌شود. این منطقه کوچک‌ترین مساحت زمین را در میان قلمروهای WWF دارد.
این قلمرو شامل جزایر اقیانوس آرام در میکرونزی، جزایر فیجی، جزایر هاوایی و پلی‌نزی (به استثنای نیوزلند) است. نیوزلند، استرالیا، و بیشتر ملانزیا از جمله گینه نو، وانواتو، جزایر سلیمان و کالدونیای جدید در قلمرو استرالزی قرار دارند.

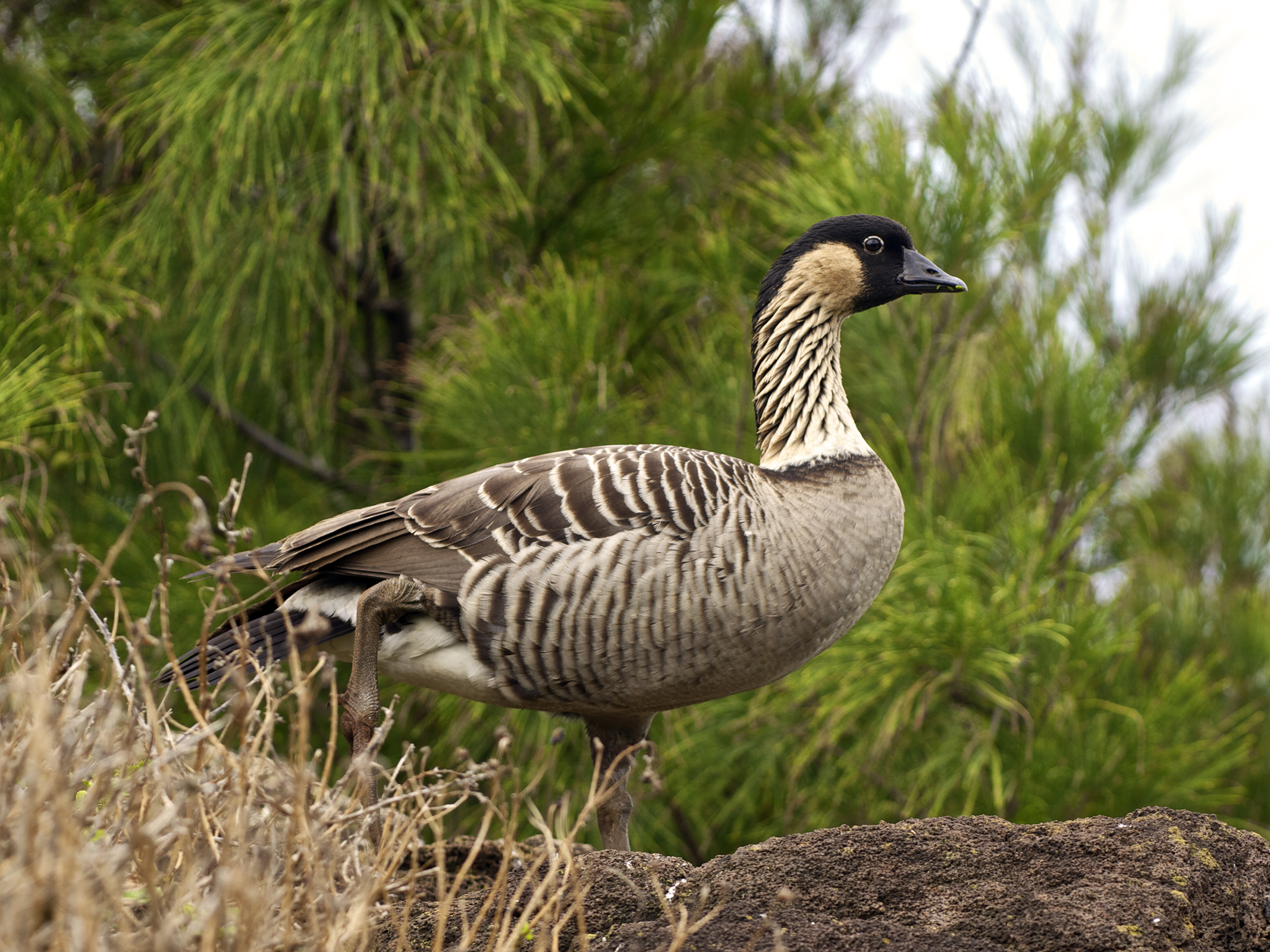
غاز هاوایی (Branta sandvicensis)، یک غاز بومی از هاوایی است.

## بوم‌ناحیه‌ها

بوم‌ناحیه‌های قلمرو اقیانوسیه. OC0101: جنگل‌های مرطوب حاره‌ای کارولین؛ OC0102: جنگل‌های مرطوب حاره‌ای پلی‌نزی مرکزی؛ OC0103: جنگل‌های مرطوب حاره‌ای جزایر کوک؛ OC0104: جنگل‌های مرطوب حاره‌ای میکرونزی شرقی؛ OC0105: جنگل‌های مرطوب حاره‌ای فیجی؛ OC0106: جنگل‌های بارانی حاره‌ای هاوایی؛ OC0107: جزایر کرمادک; OC0108: جنگل‌های مرطوب حاره‌ای مارکیز؛ OC0109: جنگل‌های مرطوب جنب‌حاره‌ای اوگاساوارا؛ OC0110: جنگل‌های مرطوب حاره‌ای پالائو؛ OC0111: جزیره ایستر؛ OC0112: جنگل‌های مرطوب حاره‌ای ساموآ؛ OC0113: جنگل‌های مرطوب حاره‌ای جزایر سوسایتی؛ OC0114: جنگل‌های مرطوب حاره‌ای تونگا؛ OC0115: جنگل‌های مرطوب حاره‌ای توآموتو؛ OC0116: جنگل‌های مرطوب حاره‌ای توبوای؛ OC0117: جنگل‌های مرطوب حاره‌ای پلی‌نزی غربی؛ OC0201: جنگل‌های خشک حاره‌ای فیجی؛ OC0202: جنگل‌های خشک حاره‌ای هاوایی؛ OC0203: جنگل‌های خشک حاره‌ای ماریانا؛ OC0203: جنگل‌های خشک حاره‌ای یاپ؛ OC0301: درختچه‌زارهای مرتفع حاره‌ای هاوایی؛ OC0302: درختچه‌زارهای پست حاره‌ای هاوایی؛ OC0303: بوته‌زارهای شمال غربی هاوایی.

| بوم‌ناحیه‌های جنگل‌های پهن‌برگ مرطوب حاره‌ای و جنب‌حاره‌ای اقیانوسیه | بوم‌ناحیه‌های جنگل‌های پهن‌برگ مرطوب حاره‌ای و جنب‌حاره‌ای اقیانوسیه          |
| ------------------------------------------------------------- | ---------------------------------------------------------------------- |
| جنگل‌های مرطوب حاره‌ای کارولین                                  | ایالات فدرال میکرونزی                                                  |
| جنگل‌های مرطوب حاره‌ای پلی‌نزی مرکزی                             | جزایر کوک، جزیره جارویس، آب‌سنگ جانستون، کیریباتی، جزیره مرجانی پالمیرا |
| جنگل‌های مرطوب حاره‌ای جزایر کوک                                | جزایر کوک                                                              |
| جنگل‌های مرطوب حاره‌ای میکرونزی شرقی                            | کیریباتی، جزایر مارشال، نائورو، جزیره ویک                              |
| جنگل‌های مرطوب حاره‌ای فیجی                                     | فیجی، والیس و فوتونا                                                   |
| جنگل‌های بارانی حاره‌ای هاوایی                                  | هاوایی                                                                 |
| جنگل‌های مرطوب جنب‌حاره‌ای جزایر کرمادک                          | نیوزیلند                                                               |
| جنگل‌های مرطوب حاره‌ای مارکیز                                   | پلی‌نزی فرانسه                                                          |
| جنگل‌های مرطوب جنب‌حاره‌ای اوگاساوارا                            | جزایر اوگاساوارا (ژاپن)                                                |
| جنگل‌های مرطوب حاره‌ای پالائو                                   | پالائو                                                                 |
| جنگل‌های پهن‌برگ حاره‌ای جزیره ایستر                             | جزیره ایستر (شیلی)                                                     |
| جنگل‌های مرطوب حاره‌ای ساموآ                                    | ساموآی آمریکا، ساموآ                                                   |
| جنگل‌های مرطوب حاره‌ای جزایر سوسایتی                            | پلی‌نزی فرانسه                                                          |
| جنگل‌های مرطوب حاره‌ای تونگا                                    | نیووی، تونگا                                                           |
| جنگل‌های مرطوب حاره‌ای توآموتو                                  | پلی‌نزی فرانسه، جزایر پیت‌کرن                                            |
| جنگل‌های مرطوب حاره‌ای توبوای                                   | پلی‌نزی فرانسه                                                          |
| جنگل‌های مرطوب حاره‌ای پلی‌نزی غربی                              | جزیره بیکر، جزیره هاولند، کیریباتی، جزیره سواینس، توکلائو، تووالو      |

| بوم‌ناحیه‌های جنگل‌های پهن‌برگ خشک حاره‌ای و جنب‌حاره‌ای اقیانوسیه | بوم‌ناحیه‌های جنگل‌های پهن‌برگ خشک حاره‌ای و جنب‌حاره‌ای اقیانوسیه |
| ----------------------------------------------------------- | ----------------------------------------------------------- |
| جنگل‌های خشک حاره‌ای فیجی                                     | فیجی                                                        |
| جنگل‌های خشک حاره‌ای هاوایی                                   | هاوایی                                                      |
| جنگل‌های خشک حاره‌ای ماریانا                                  | گوآم، جزایر ماریانای شمالی                                  |
| جنگل‌های خشک حاره‌ای یاپ                                      | ایالات فدرال میکرونزی                                       |

| بوم‌ناحیه‌های علفزارها، گرم‌دشت‌ها و درختچه‌زارهای حاره‌ای و جنب‌حاره‌ای اقیانوسیه | بوم‌ناحیه‌های علفزارها، گرم‌دشت‌ها و درختچه‌زارهای حاره‌ای و جنب‌حاره‌ای اقیانوسیه |
| -------------------------------------------------------------------------- | -------------------------------------------------------------------------- |
| درختچه‌زارهای مرتفع حاره‌ای هاوایی                                           | هاوایی                                                                     |
| درختچه‌زارهای پست حاره‌ای هاوایی                                             | هاوایی                                                                     |
| Northwestern Hawaii scrub                                                  | هاوایی، آب‌سنگ مرجانی میدوی                                                 |